# 4 км (зупинний пункт, Придніпровська залізниця, Запоріжжя)
Платфо́рма 4 км — пасажирський зупинний пункт Запорізької дирекції Придніпровської залізниці на електрифікованій одноколійній лінії Запоріжжя-Ліве — Запоріжжя II між станцією Запоріжжя-Ліве та зупинним пунктом Платформа 6 км. Розташована у Заводському районі міста Запоріжжя.

## Пасажирське сполучення
На зупинному пункті Платформа 4 км зупиняються приміські електропоїзди сполученням Запоріжжя II — Синельникове I.